# Making Love Out of Nothing at All
«Making Love Out of Nothing At All» (en español: «Haciendo el amor de la nada») es una power ballad escrita y producida por Jim Steinman e interpretada por el dúo inglés-australiano de soft rock Air Supply, publicado en su álbum recopilatorio Greatest Hits (1983), lanzado como el primer y único sencillo del álbum en julio de 1983 bajo el sello discográfico Arista Records. El sencillo alcanzó la segunda posición en la lista Billboard Hot 100 (superado solamente por "Total Eclipse of the Heart" de Bonnie Tyler, compuesta también por Steinman).

## Créditos
- Russell Hitchcock - voz principal
- Graham Russell - coros
- Rick Derringer - guitarra eléctrica
- Sid McGinnis - guitarra acústica
- Steve Buslowe - bajo
- Roy Bittan - sintetizadores, piano y coros
- Eric Troyer, Rory Dodd y Holly sherwood - coros
- Max Weinberg - batería
- Jim Steinman - compositor

## Listas de éxitos
| Lista (1983/1984)                        | Máxima posición |
| ---------------------------------------- | --------------- |
| U.S. Billboard Hot 100                   | 2               |
| U.S. Billboard Adult Contemporary Tracks | 2               |
| UK Singles Chart                         | 80              |
| South African Singles Chart              | 5               |

## Certificaciones
| País           | Organismo Certificador | Certificación | Ventas certificadas | Ref.  |
| -------------- | ---------------------- | ------------- | ------------------- | ----- |
| Estados Unidos | RIAA                   | 2× Platino    | 2 000               | [ 2 ] |